# LEGEND (HAN-KUN)
『LEGEND』（レジェンド）は、2009年7月8日にリリースされたHAN-KUN（湘南乃風）の1枚目の映像作品。発売元はトイズファクトリー。

## 概要
- HAN-KUNの初のソロツアー『HAN-KUN LEGEND TOUR 2008』から2008年10月10日に横浜BLITZで行われたツアーファイナル公演の模様を収録。
- 1stシングル「KEEP IT BLAZING」と同時発売となった。なお「KEEP IT BLAZING」の初回限定版には、『HAN-KUN LEGEND TOUR 2008』のライブ音源を収録したCDが付属されている。

## 収録曲
1. HOTTER THAN HOT
2. REQUEST
3. TAKE YOU HIGH〜STYLE MANUAL〜BOOM釈迦楽 (メドレー)
4. NO DOUBT!!〜LIFE〜A BRAVE MAN (メドレー)
5. BABYLON
6. JAMAICA
7. REGGAE MAN
8. SAIKOH
9. JOURNEY
10. それでいいんだ
11. FOR YOU
12. 友達
13. T.R.Y.
14. 侍
15. この星に今
16. TRUST ME
17. サンクチュアリ